# Isuzu Gemini
Isuzu Gemini — субкомпактний автомобіль, який вироблявся японським автовиробником Isuzu з 1974 по 2000 рік. Той самий базовий продукт виготовлявся та/або продавався під кількома іншими назвами, іноді іншими брендами, що входили в General Motors, на різних ринках по всьому світу. У той час як перше покоління мало задньопривідну конструкцію, пізніші версії були передньопривідними. Останні два покоління були не більш ніж модифікаціями Honda Domani, поки ця назва не була скасована в 2000 році.

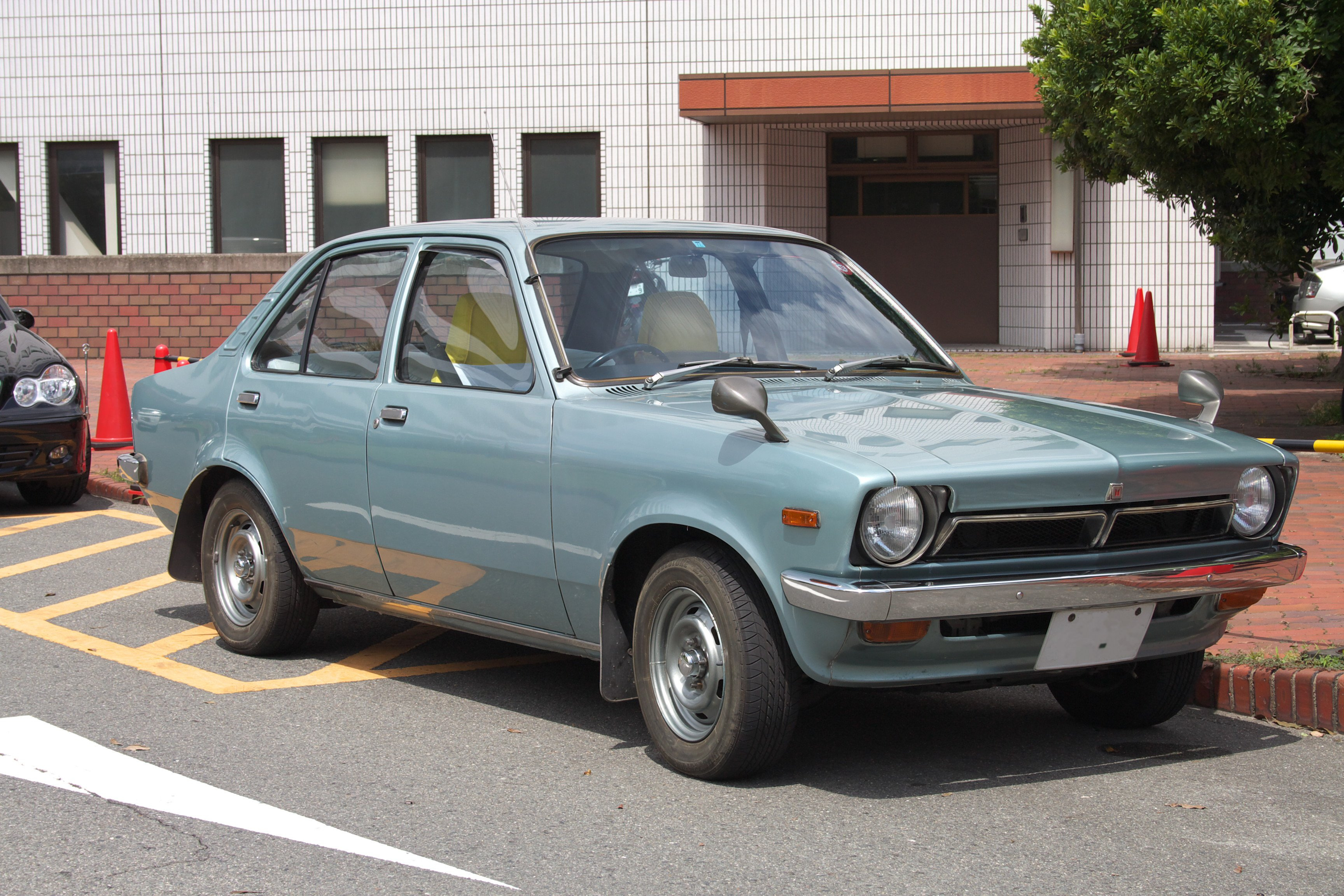
Isuzu Gemini I
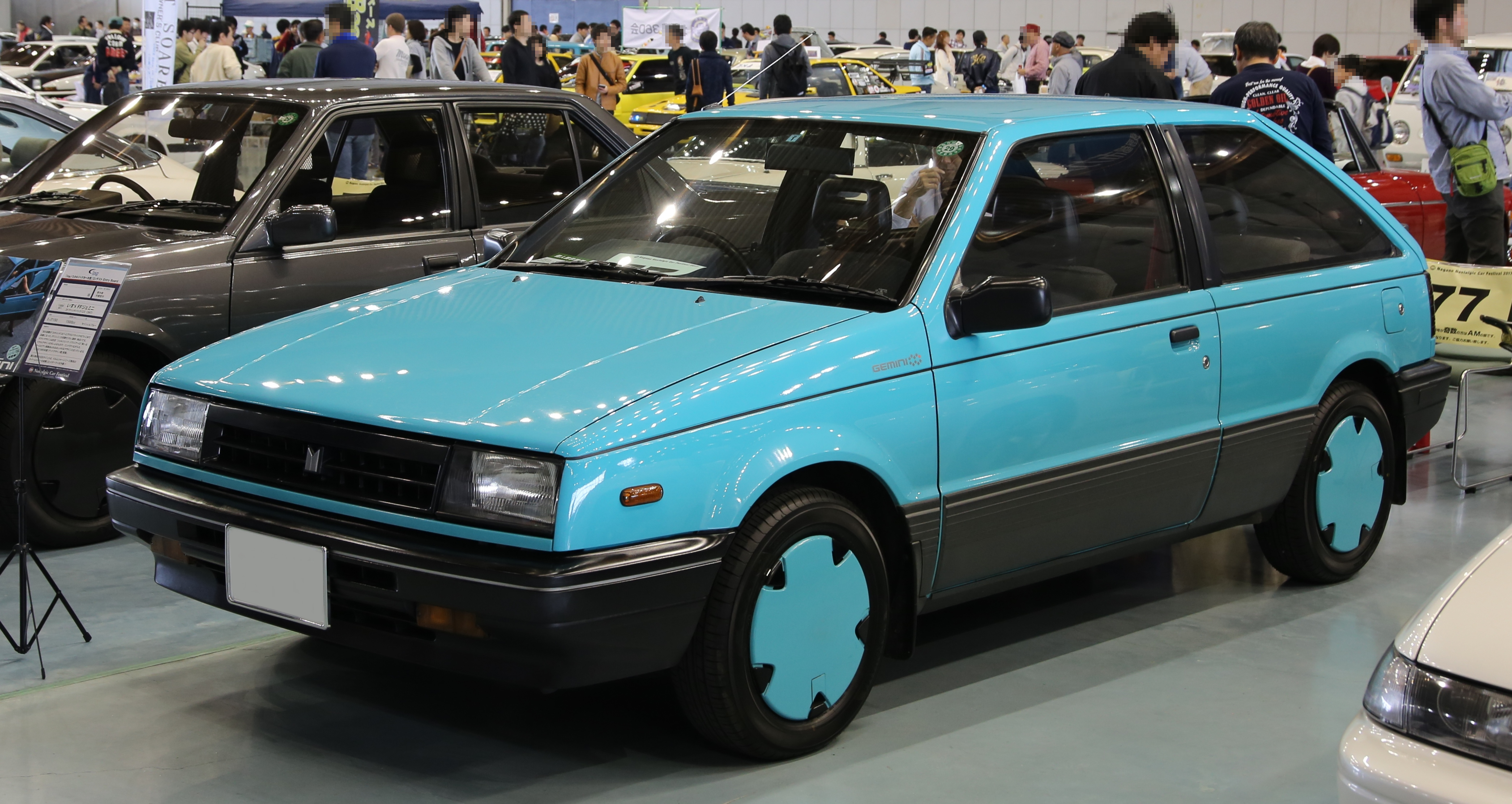
Isuzu Gemini II
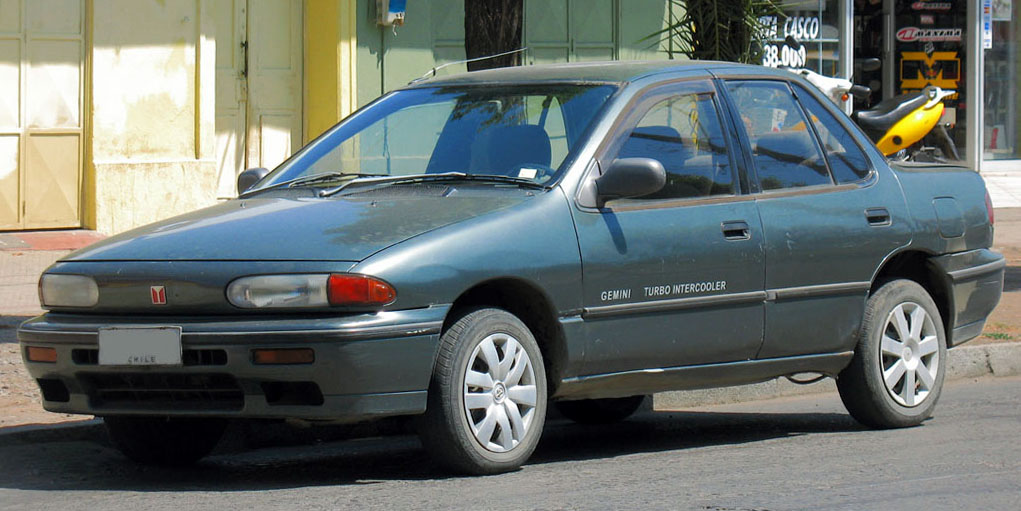
Isuzu Gemini III
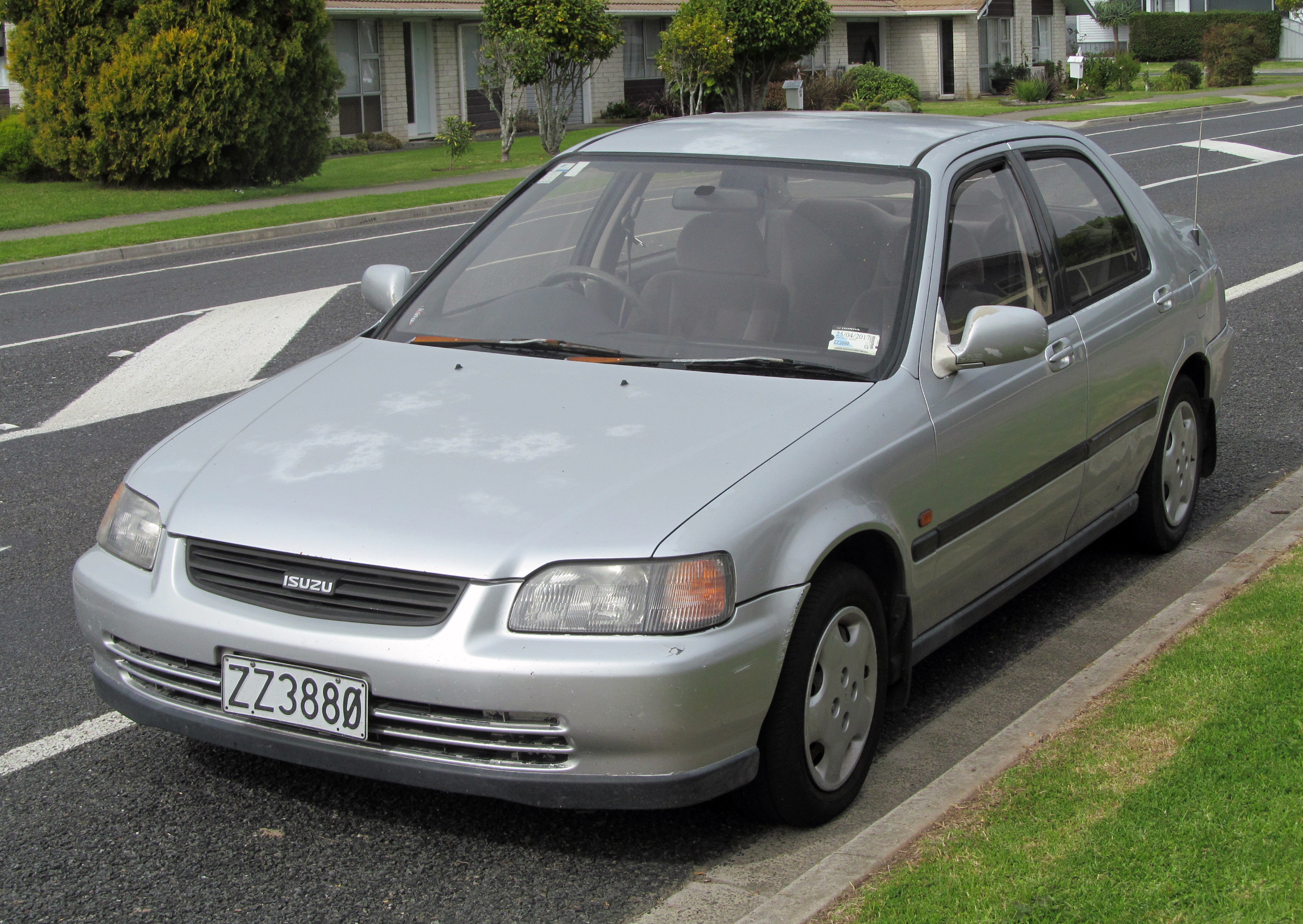
Isuzu Gemini IV
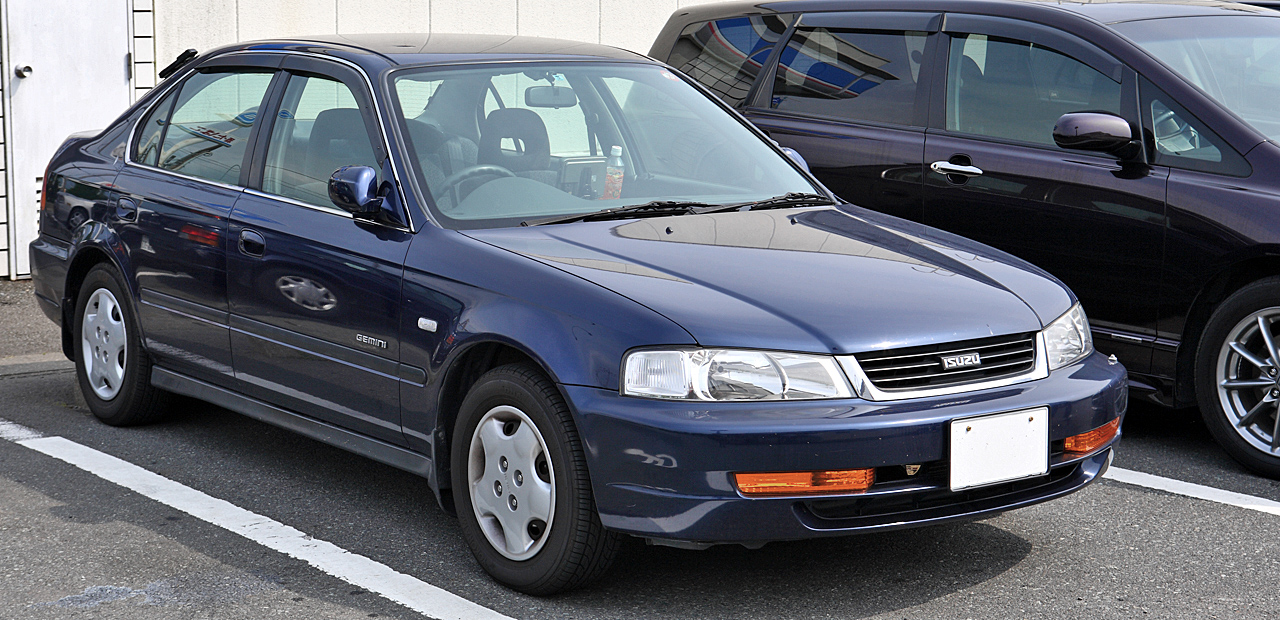
Isuzu Gemini V